# Lensfun
Lensfun är ett fritt och öppet bibliotek med objektivkorrigeringsprofiler. Det är sprunget ur PTLens innan PTLens blev kommersiellt och kan korrigera distorsion, lateral kromatisk aberration och vinjettering. 
Exempel på program som använder Lensfun är RawTherapee, ART, darktable, DigiKam, Topaz Studio, Photomatix, ON1, ACDSee, easyHDR, SILKYPIX och Affinity Photo.